# Baron Brownlow
Baron Brownlow, of Belton in the County of Lincoln, ist ein erblicher britischer Adelstitel in der Peerage of Great Britain.

## Verleihung und weitere Titel
Der Titel wurde am 20. Mai 1776 für Sir Brownlow Cust, 4. Baronet, geschaffen. Dieser war Abgeordneter im House of Commons für Ilchester und Grantham gewesen.
Sein Sohn, John Cust, 2. Baron Brownlow, wurde 1815 in der Peerage of the United Kingdom die Titel Earl Brownlow und Viscount Alford, of Alford in the County of Lincoln, verliehen. Diese Titel erloschen beim Tod von dessen Enkel Adelbert Brownlow-Cust, 3. Earl Brownlow am 17. März 1921. Der Titel Baron Brownlow fiel an dessen Cousin 2. Grades, Adelbert Cockayne-Cust, als 5. Baron.

## Liste der Barone Brownlow (1776)
- Brownlow Cust, 1. Baron Brownlow (1744–1807)
- John Cust, 1. Earl Brownlow, 2. Baron Brownlow (1779–1853)
- John Egerton-Cust, 2. Earl Brownlow, 3. Baron Brownlow (1842–1867)
- Adelbert Brownlow-Cust, 3. Earl Brownlow, 4. Baron Brownlow (1844–1921)
- Adelbert Cockayne-Cust, 5. Baron Brownlow (1867–1927)
- Peregrine Cust, 6. Baron Brownlow (1899–1978)
- Edward Cust, 7. Baron Brownlow (1936–2021)
- Peregrine Cust, 8. Baron Brownlow (* 1974)

Titelerbe (Heir Presumptive) ist der Neffe vierten Grades des aktuellen Titelinhabers, John Richard Purey-Cust (* 1934).